# 恋のEXPRESS TRAIN
「恋のEXPRESS TRAIN」（こいのエクスプレス・トレイン）は、2011年11月2日にT-Palette Recordsから発売された、Negiccoのシングル。

## 解説
2011年7月発売のミニ・アルバム「GET IT ON!」に続く作品で、T-Palette Recordsでの初シングル。「恋のEXPRESS TRAIN」は、恋をした女の子の気持ちを冬の街並みになぞらえた大人っぽいウインターソング。カップリングの「ニュートリノ・ラヴ」とともに、音楽プロデューサーのconnieが手がけている。
「恋のEXPRESS TRAIN」は、ウレぴあ主催「あなたが選ぶベストアイドルソング」で第1位となる。

## 収録曲
1. 恋のEXPRESS TRAIN  –  (4:25)[1]
作詞・作曲・編曲：connie
2. ニュートリノ・ラヴ  –  (4:28)[1]
作詞・作曲・編曲：connie
3. 恋のEXPRESS TRAIN（カラオケ）  –  (4:25)[1]
4. ニュートリノ・ラヴ（カラオケ）  –  (4:28)[1]